# 58-я отдельная автомобильная бригада
58-я отдельная автомобильная бригада — отдельное соединение автомобильных и ранее дорожных войск ВС СССР, в период Афганской войны.
Сокращённое действительное наименование применяемое в рабочих документах — 58-я оавтбр.

## История

### Создание бригады
В конце 1960-х годов произошло резкое обострение советско-китайского раскола. На государственной границе СССР и КНР произошли вооружённые столкновения войск. Особого накала обстановка достигла из-за событий на острове Даманском и событий у озера Жаланашколь в 1969 году.
Остро встал вопрос о строительстве и реконструкции автомобильных дорог в приграничной зоне, которые должны были послужить условием надёжного снабжения войск прикрытия государственной границы.
23 октября 1970 года ЦК КПСС и Советом Министров СССР было принято решение и издано постановление № 878—301 «О строительстве и реконструкции приграничных автомобильных дорог в районах Восточной Сибири, Дальнего Востока и Средней Азии».
Для выполнения данного решения в Министерства обороны СССР были сформированы 4 отдельные дорожно-строительные бригады.
Штат создаваемых бригад состоял из управления, 9 отдельных батальонов (автомобильных, дорожно-строительных, мостостроительных, учебных) а также других формирований (ремонтная база, промышленная база, контора материально-технического снабжения). Численность личного состава бригад была около 5000 человек в каждой.
Созданные в кратчайшие сроки две бригады до конца того же года приступили к строительству и реконструкции дорог Иркутск—Чита и Актогай—Дружба.
В марте 1971 года в Забайкалье стали прибывать дорожно-строительные батальоны с разных военных округов СССР. Так была сформирована 159-я отдельная дорожно-строительная бригада (159-я одсбр). Для этого соединения была поставлена задача по строительству автомобильной дороги, связывающей города Улан-Удэ и Чита, на участке Мухоршибирь—Глинка протяжённостью 179 километров.

Строительство дороги осложнялись тяжёлыми природными условиями местности: суровый таёжный климат, многолетняя мерзлота, труднодоступные участки гористой местности, необходимость в осуществлении выемки в скальных массивах, заболоченные участки..
По мере выполнения поставленных задач на заданном участке, воинские части бригады перебрасывались на строительство автомобильной дороги Чита — Хабаровск (так называемая Амурская колесуха).
К концу 1979 года 159-я одсбр (войсковая часть 02172) дислоцировалась в двух пунктах - Петровск-Забайкальский Читинской области ЗабВО и Белогорск Амурской области ДВО.

Состав и размещение 159-й одсбр на конец 1979 года:
- Управление бригады  (войсковая часть 02172) — Петровск-Забайкальский;
- 5134-я контора материально-технического снабжения;
- 126-й отдельный автомобильный батальон в/ч 02949 — Новопавловка Читинская область;
- 863-й отдельный автомобильный батальон (в/ч 12618) — Васильевка (Амурская область);
- 1582-й отдельный автомобильный батальон (в/ч 02581) — Петровск-Забайкальский;
- 5131-я база изготовления железобетонных изделий (в/ч 51584) — Петровск-Забайкальский;
- 1707-й отдельный дорожно-строительный батальон (в/ч 02950) — Хохотуй Читинская область;
- 1708-й отдельный дорожно-строительный батальон.  в/ч 02952 — Никольское;
- 1715-й отдельный мостостроительный батальон  (в/ч 12618) —  Петровск-Забайкальский;
- 1720-й отдельный батальон механизации дорожных работ (в/ч 12631) —  Васильевка (Амурская область);
- 1723-й отдельный учебный батальон (в/ч 74572) — Петровск-Забайкальский;
- 118-я ремонтная база (в/ч 77157) — Петровск-Забайкальский.

### Ввод бригады в Афганистан
В связи со вводом советских войск в Афганистан 25 декабря 1979 года руководство ВС СССР приняло решение о включении в состав 40-й армии крупного соединения, которое должно было заняться вопросами обустройства войск.

Для этой цели в начале января 1980 года 159-я одсбр была снята со строительства автомобильной дороги Чита — Хабаровск и в течение последующих двух месяцев осуществляла подготовительные организационные мероприятия для отправки в Афганистан. В организационные мероприятия входили: приём и передача материальных средств, отбор и доукомплектование личным составом (до 5000 человек), дооснащение строительной и автомобильной техникой. По окончании подготовительных работ бригада была погружена на железнодорожный транспорт и воинскими поездами переброшена в города Термез Узбекской ССР и Кушка Туркменской ССР.
7 марта 1980 года управление 159-й отдельной дорожно-строительной бригады было передислоцировано в Кабул. Воинские части бригады были распределены по территории Афганистана и приступили к обустройству войск.
Состав 159 одсбр на март 1980 год:
- Управление бригады  (войсковая часть 26039) и подразделения при ней - Кабул: 
  - Производственно-технический отдел
  - Производственно-техническое отделение
  - Плановое отделение
  - Отделение главного механика
  - Автомобильная служба
  - Политический отдел
  - Отдел снабжения
  - Бухгалтерия
  - Рота охраны
  - 5134-я контора материально-технического снабжения — Кабул
- 126-й отдельный автомобильный батальон (в/ч 25909) — Шинданд
- 863-й отдельный автомобильный батальон (в/ч 85644) — Кабул
- 1582-й отдельный автомобильный батальон (в/ч 25982) — Пули-Хумри
- 5131-я база изготовления железобетонных изделий (в/ч 26190) — Кабул
- 1707-й отдельный дорожно-строительный батальон (в/ч 35611) — Баграм
- 1708-й отдельный дорожно-строительный батальон (в/ч 85643) — Кабул
- 1715-й отдельный мостостроительный батальон  (в/ч 35818) — Кабул
- 1720-й отдельный батальон механизации дорожных работ (в/ч 36663) — Кабул
- 118-я ремонтная база (в/ч 27980) — Кабул
- 1705-й отдельный дорожно-строительный батальон (в/ч 35593) — Шинданд (добавлен из состава 146-й одсбр, Тарбагатай, ВКО КазССР, САВО)[2].

### Назначение 159-й одсбр
Для решения задач обустройства ОКСВА требовалось огромное количество строительных материалов и конструкций. Если песок и гравий можно было по согласованию с местными властями взять на территории ДРА, то всё остальное завозилось с территории СССР. Железнодорожное сообщение в стране отсутствовало, поэтому вся нагрузка по доставке материальных средств ложилась на автомобильный транспорт 159-й одсбр. Поскольку в штате бригады было только 3 отдельных автомобильных батальона (126-й, 863-й и 1582-й оаб), бригада не в состоянии была решить все вопросы по доставкам грузов. В связи с этим Заместителем Министра обороны СССР по строительству и расквартированию войск маршалом Н. Ф. Шестопаловым было принято решение об увеличении штата бригады дополнительно на 2 отдельных автомобильных батальона (118-й и 466-й оаб) и 1 отдельную роту тяжёлых машин (285-я ортм) на тягачах МАЗ-537 с многоосными прицепами (трейлер) повышенной грузоподъёмности.
Организационно 159-я одсбр была подчинена 342-му управлению инженерных работ (342-е УИР). 342-е УИР являлось соединением в составе 40-й армии.  
Личный состав частей и подразделений 159-й одсбр совместно с другими частями 342-го УИР занимался строительством и обустройством подъездов к военным городкам, строительством военных городков, гарнизонов, ремонтом будущей штаб-квартиры ОКСВА, которую решено было разместить во дворце Тадж-Бек. Автомобильные батальоны 159-й одсбр обеспечивали снабжение строительными материалами, горючим, продовольствием, боеприпасами всех строительных частей ОКСВА.
В связи с отсутствием в штате 159-й одсбр бронетехники и подразделений охраны, а также трудностями по согласованию выделения мотострелковых подразделений на сопровождение колонн, личный состав 159-й одсбр первым в ОКСВА начал использовать зенитные установки ЗУ-23, установленные на кузова бортовых автомобилей. Сначала для этой цели использовались ЗИЛ-130, позднее КамАЗ-5320. Установка зенитных установок и бронирование автомобилей осуществлялось штатным ремонтным батальоном бригады (118-я ремонтная база).

### Переформирование и переназначение бригады
За два года пребывания в Афганистане 159-я ОДСБр в целом выполнила все поставленные задачи по обустройству соединений и частей 40-й армии.
В связи с этим было принято решение о переформировании 159-й одсбр в соединение автомобильных войск. 1 апреля 1982 года 159-я одсбр была переформирована в 58-ю отдельную автомобильную бригаду (58-я оавтбр) с сохранением условного обозначения (номера войсковой части).

Поменялась функция бригады: вместо строительства дорог, мостов и военных объектов, бригада была переориентирована на выполнение транспортных перевозок для нужд 40-й армии. Произошло переоснащение бригады, автомобили ЗиЛ-130 были заменены на автомобили КАМАЗ-5320.
Совместно с автомобильными колоннами 59-й бригады материального обеспечения (59-я брмо), сформированной в феврале 1980 года, автомобильные колонны 58-й оавтбр обеспечивали снабжение боеприпасами, горючим, продовольствием практически всех частей и соединений ОКСВА в своей зоне ответственности.
В отличие от 59-й абрмо, ориентированной на снабжение войск в северо-восточных и восточных районах Афганистана, колонны 58-й оавтбр производили снабжение воинских частей, расположенных в западной, юго-западной и южной частях страны, по маршруту Кушка-Герат-Шинданд-Кандагар.
В период с 15 ноября 1986 года по 28 февраля 1987 года воинские части 58-й оавтбр были выведены из Афганистана в Советский Союз и затем расформированы.

### Состав 58-й оавтбр на 1986 год
В состав 58-й оавтбр входили:
- Управление бригады (в/ч 26039) — Кабул
  - Производственно-технический отдел
  - Производственно-техническое отделение
  - Плановое отделение
  - Отделение главного механика
  - Автомобильная служба
  - Политический отдел
  - Отдел снабжения
  - Отдел вооружения
  - Рота охраны
  - 5134-я контора материально-технического снабжения — Кабул;
- 5127-я ремонтная база (бывшая 118-я ремонтная база) (в/ч 27980) — Кабул;
- 118-й отдельный автомобильный батальон (в/ч 69706) — Кабул;
- 126-й отдельный автомобильный батальон (в/ч 25909) — Шинданд;
- 466-й отдельный автомобильный батальон (в/ч 92583) — Кабул;
- 863-й отдельный автомобильный батальон (в/ч 85644) — Кабул;
- 1582-й отдельный автомобильный батальон (в/ч 25982) — Пули-Хумри;
- 285-я отдельная рота тяжёлых машин Ураган (в/ч 86060) — Кабул — Хайратон;
- 1174-й пункт технического обслуживания и ремонта — Хайратон.

## Командиры (года)
Список командиров 159 одсбр/58 оавтбр:
- Субботин, Юрий Владимирович — 1971 — 1973
- Соловьёв, Анатолий Андреевич — 1973 — 1974
- Ковшов, Владимир Дмитриевич — 1974 — 1981
- Маланчук, Николай Васильевич — 1981 — 1983
- Литовченко, Евгений Ефремович — 1983 — 1984
- Колобов, Анатолий Александрович — 1984 — 1985
- Храмов, Евгений Васильевич — 1985 — 1987

## Потери
Безвозвратные потери личного состава 159-й одсбр/58-й оавтбр в период с марта 1980 года по февраль 1987 года составили:
- 164 погибших военнослужащих
- 12 - пропавших без вести.